# Ознобишин, Юрий Матвеевич
Ю́рий Матве́евич Озноби́шин (1803—1852) — российский генерал-майор, командир Сумского гусарского полка.

## Биография
Родился 31 марта 1803 года, сын отставного полковника лейб-гвардии Измайловского полка Матвея Петровича Ознобишина, происходил из старинного русского дворянского рода.
В военную службу вступил в лейб-гвардии Конный полк, где 30 октября 1819 года из штандарт-юнкеров был произведён в корнеты. 19 февраля 1823 года получил чин поручика.
В 1828 году получил чин ротмистра. В 1831 году совершил кампанию против восставших поляков.
8 февраля 1832 года вышел в отставку с производством в полковники, но через год, 22 марта 1833 года, вернулся на службу в конную гвардию с прежним чином ротмистра и 1 июля был произведён в полковники.
17 октября 1835 года назначен командиром Сумского гусарского полка.
8 сентября 1843 года произведён в генерал-майоры и в конце 1840-х годов вышел в отставку.
Скончался 31 марта 1852 года в Москве, похоронен на кладбище Данилова монастыря.

## Награды
Среди прочих наград имел ордена:
- Польский знак отличия за военное достоинство (Virtuti Militari) 4-й степени (1831 год)
- Орден Святого Владимира 4-й степени (1833 год)
- Орден Святого Станислава 2-й степени (1837 год)
- Орден Святой Анны 2-й степени (1841 год)
- Орден Святого Георгия 4-й степени (26 ноября 1847 года, № 7727 по кавалерскому списку Григоровича — Степанова)